# Opolany
Opolany jsou obec v okrese Nymburk ve Středočeském kraji. Leží čtrnáct kilometrů východně od Nymburku a sedm kilometrů východně od Poděbrad. Obec má rozlohu 1 222 hektarů a žije zde 935 obyvatel. Součástí obce jsou i vesnice Kanín, Opolánky a Oškobrh. Nejvyšším bodem v katastru obce je vrchol kopce Oškobrh (287 metrů).

## Historie
První písemná zmínka o obci pochází z roku 1228, kdy je zmiňovaná jako majetek kláštera svatého Jiří v Praze. V držení kláštera byly Opolany do roku 1420. V roce 1437 se Opolany rozhodnutím císaře Zikmunda Lucemburského dostaly do panství poděbradského, které v té doby spravoval Jiří z Kunštátu a Poděbrad. O padesát let později, roku 1487, byla z neznámých důvodů obec postoupena panství kolínskému, kde zůstala až do novověku.
Ve vsi Opolany (662 obyvatel, evangelický kostel) byly v roce 1932 evidovány tyto živnosti a obchody: holič, 2 hostince, kolář, kovář, krejčí, pekař, 4 pojišťovací jednatelství, pokrývač, 2 rolníci, 2 řezníci, 5 obchodů se smíšeným zbožím, spořitelní a záložní spolek pro Opolany, trafika, 2 truhláři.
V obci Kanín (431 obyvatel, samostatná obec se později stala součástí Opolan) byly v roce 1932 evidovány tyto živnosti a obchody: lékař, hostinec, hotel, kolář, krejčí, 2 obchody se smíšeným zbožím, spořitelní a záložní spolek pro Kanín, trafika, truhlář.
Ve vsi Oškobrh (173 obyvatel, samostatná ves se později stala součástí Opolan) byly v roce 1932 evidovány tyto živnosti a obchody: autodoprava, hostinec, pekař, 4 rolníci, řezník, obchod se smíšeným zbožím, trafika.

## Obyvatelstvo
| Rok            | 1869  | 1880  | 1890  | 1900  | 1910  | 1921  | 1930  | 1950  | 1961  | 1970  | 1980  | 1991 | 2001 | 2011 | 2021 |
| -------------- | ----- | ----- | ----- | ----- | ----- | ----- | ----- | ----- | ----- | ----- | ----- | ---- | ---- | ---- | ---- |
| Počet obyvatel | 1 225 | 1 385 | 1 386 | 1 478 | 1 530 | 1 580 | 1 477 | 1 226 | 1 210 | 1 130 | 1 048 | 838  | 801  | 872  | 904  |
| Počet domů     | 141   | 201   | 212   | 247   | 277   | 300   | 345   | 369   | 355   | 350   | 332   | 376  | 385  | 421  | 434  |

## Obecní správa

### Územněsprávní začlenění
Dějiny územněsprávního začleňování zahrnují období od roku 1850 do současnosti. V chronologickém přehledu je uvedena územně administrativní příslušnost obce v roce, kdy ke změně došlo:
- 1850 země česká, kraj Jičín, politický i soudní okres Poděbrady[11]
- 1855 země česká, kraj Čáslav, soudní okres Poděbrady
- 1868 země česká, politický i soudní okres Poděbrady
- 1939 země česká, Oberlandrat Kolín, politický i soudní okres Poděbrady[12]
- 1942 země česká, Oberlandrat Hradec Králové, politický okres Nymburk, soudní okres Poděbrady[13]
- 1945 země česká, správní i soudní okres Poděbrady[14]
- 1949 Pražský kraj, okres Poděbrady[15]
- 1960 Středočeský kraj, okres Nymburk
- 2003 Středočeský kraj, okres Nymburk, obec s rozšířenou působností Poděbrady

### Obecní symboly
Znak a vlajka byly obci uděleny rozhodnutím předsedy Poslanecké sněmovny Parlamentu České republiky dne 7. října 2003.

## Doprava
Dopravní síť
- Pozemní komunikace – Do obce vedou silnice III. třídy. Okrajem území obce prochází dálnice D11 mezi exitem 42 (Poděbrady-východ) a exitem 50 (Dobšice).
- Železnice: Na území obce leží železniční zastávka Sány na železniční trati 020 Velký Osek – Chlumec nad Cidlinou. Železniční trať 020 Velký Osek – Chlumec nad Cidlinou – Hradec Králové – Choceň je jednokolejná elektrizovaná celostátní trať, doprava v úseku Velký Osek – Chlumec nad Cidlinou byla zahájena roku 1870.

Veřejná doprava 2011
- Autobusová doprava – Z obce vedly autobusové spoje např. do těchto cílů: Kolín, Libice nad Cidlinou, Městec Králové, Nymburk, Poděbrady, Žehuň (dopravce Okresní autobusová doprava Kolín, s. r. o.).
- Železniční doprava – Železniční zastávkou Sány jezdilo v pracovní dny 7 párů spěšných vlaků Kolín–Trutnov a 2 páry osobních vlaků, o víkendech 6 párů spěšných vlaků a 1 pár osobních vlaků.

## Pamětihodnosti

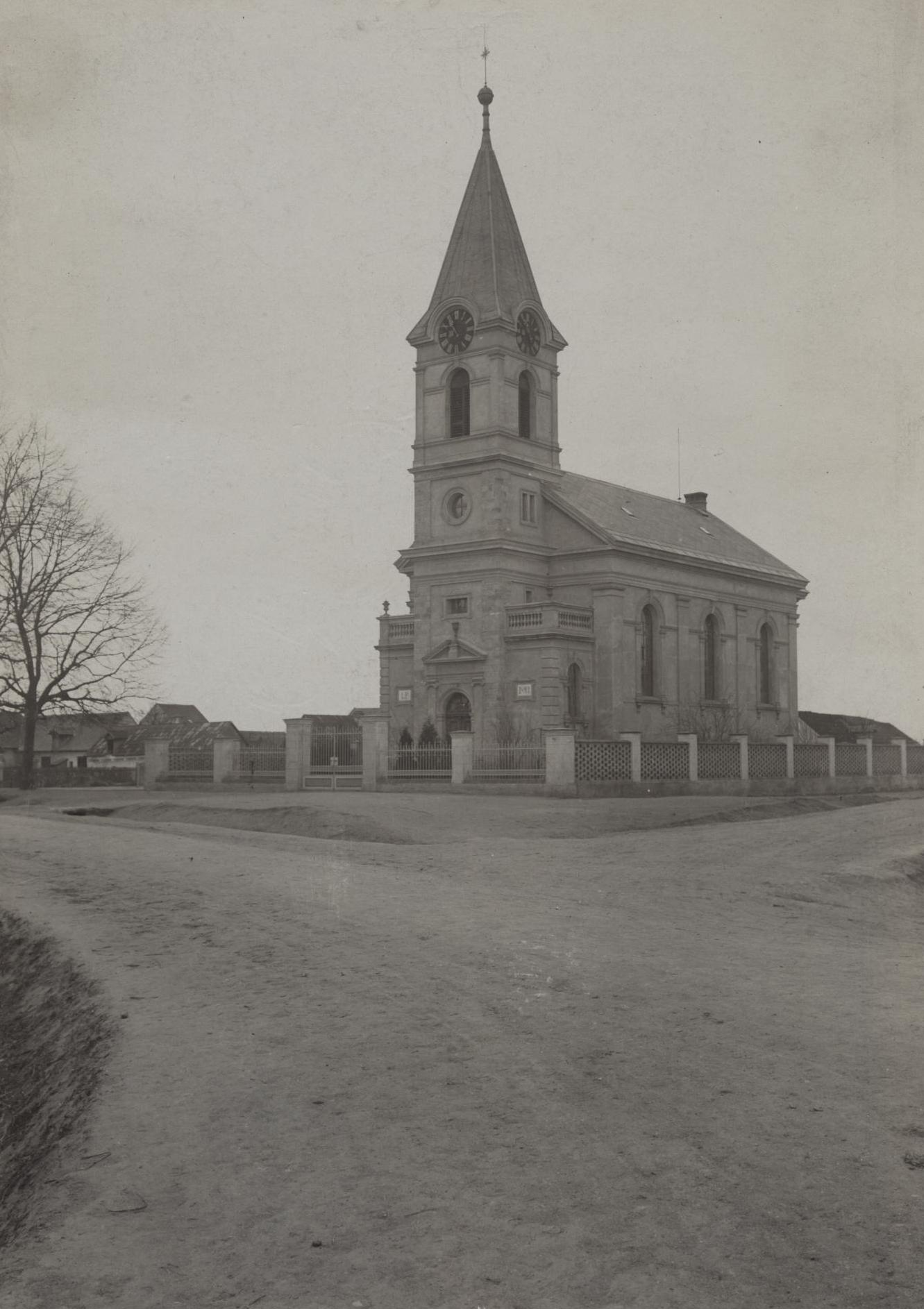
Evangelický kostel v roce 1899

- Evangelický kostel byl v Opolanech postaven v roce 1893.
- Evangelický hřbitov založený v roce 1899 byl pro ojedinělou a jednotnou úpravu hrobů prohlášen dne 24. března 1989 za kulturní památku.[17]

## Galerie

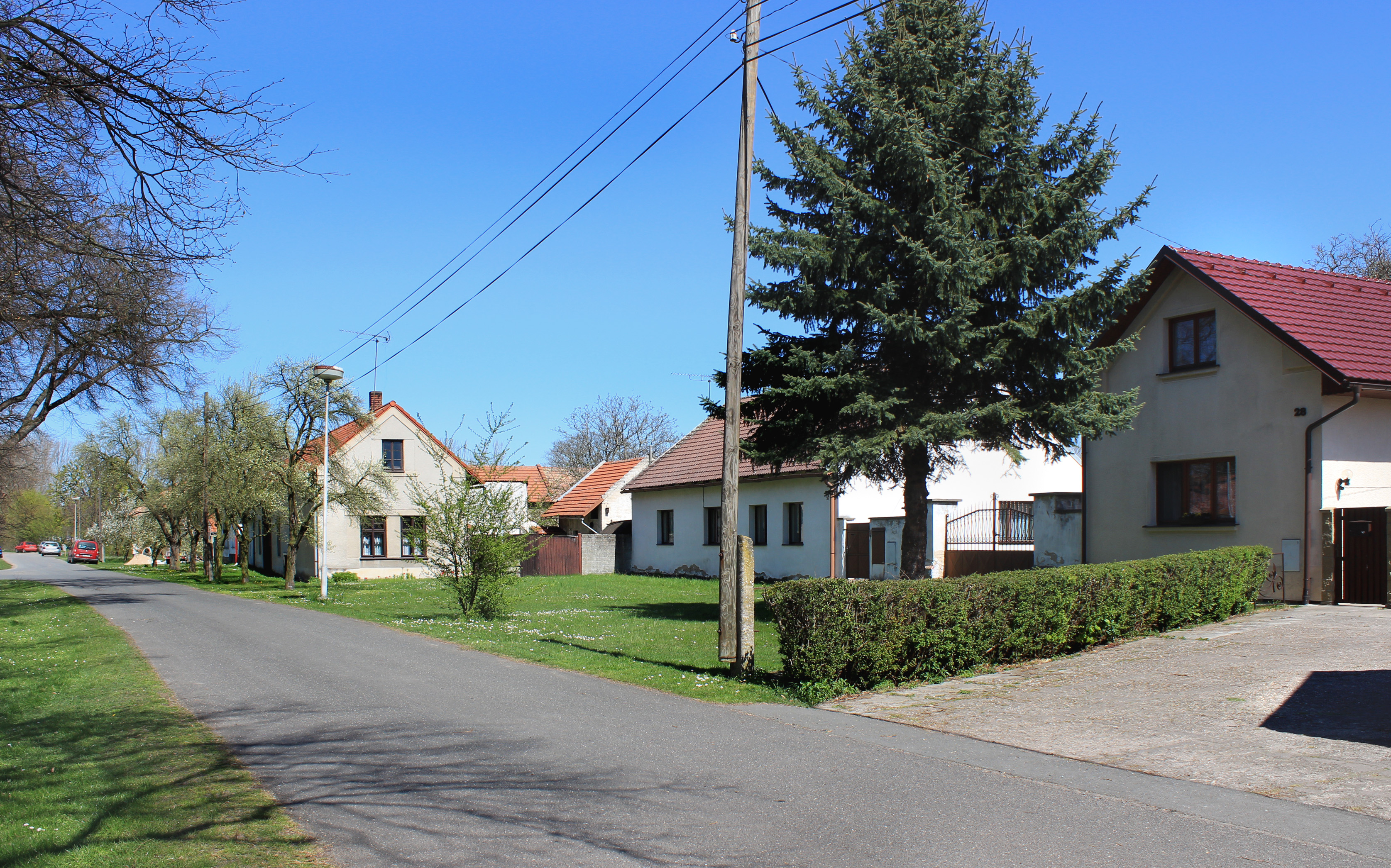
Náves
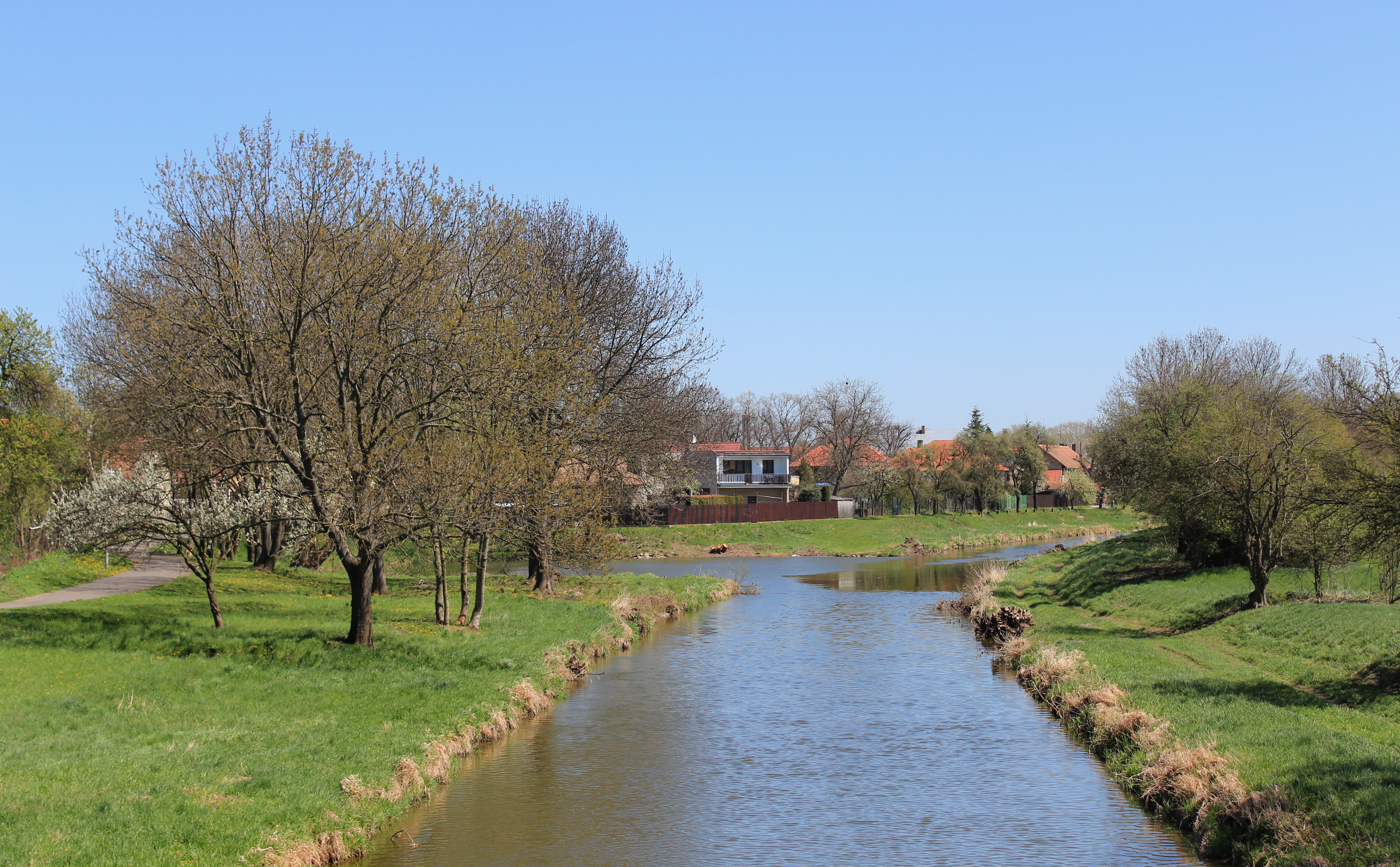
Cidlina
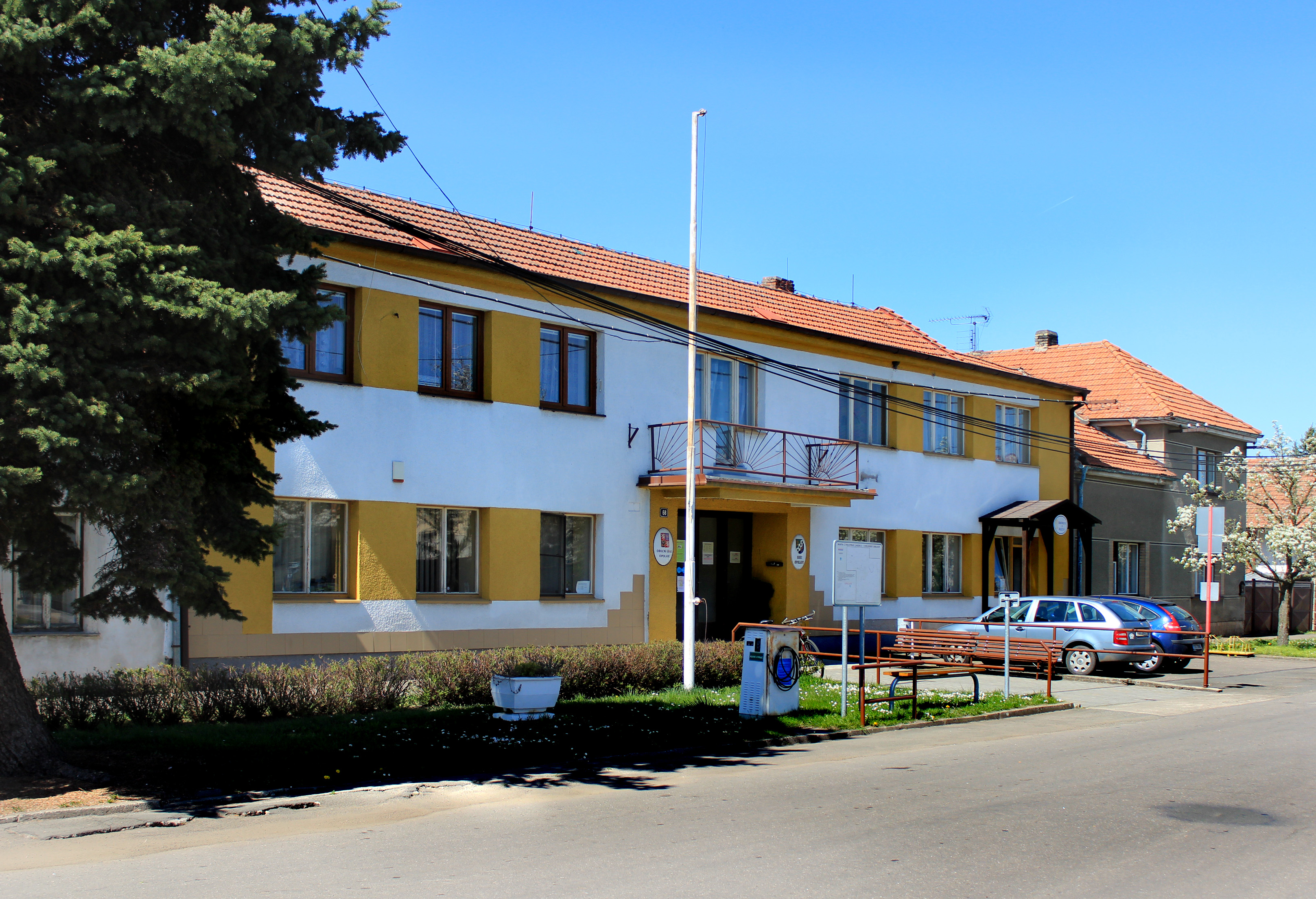
Obecní úřad
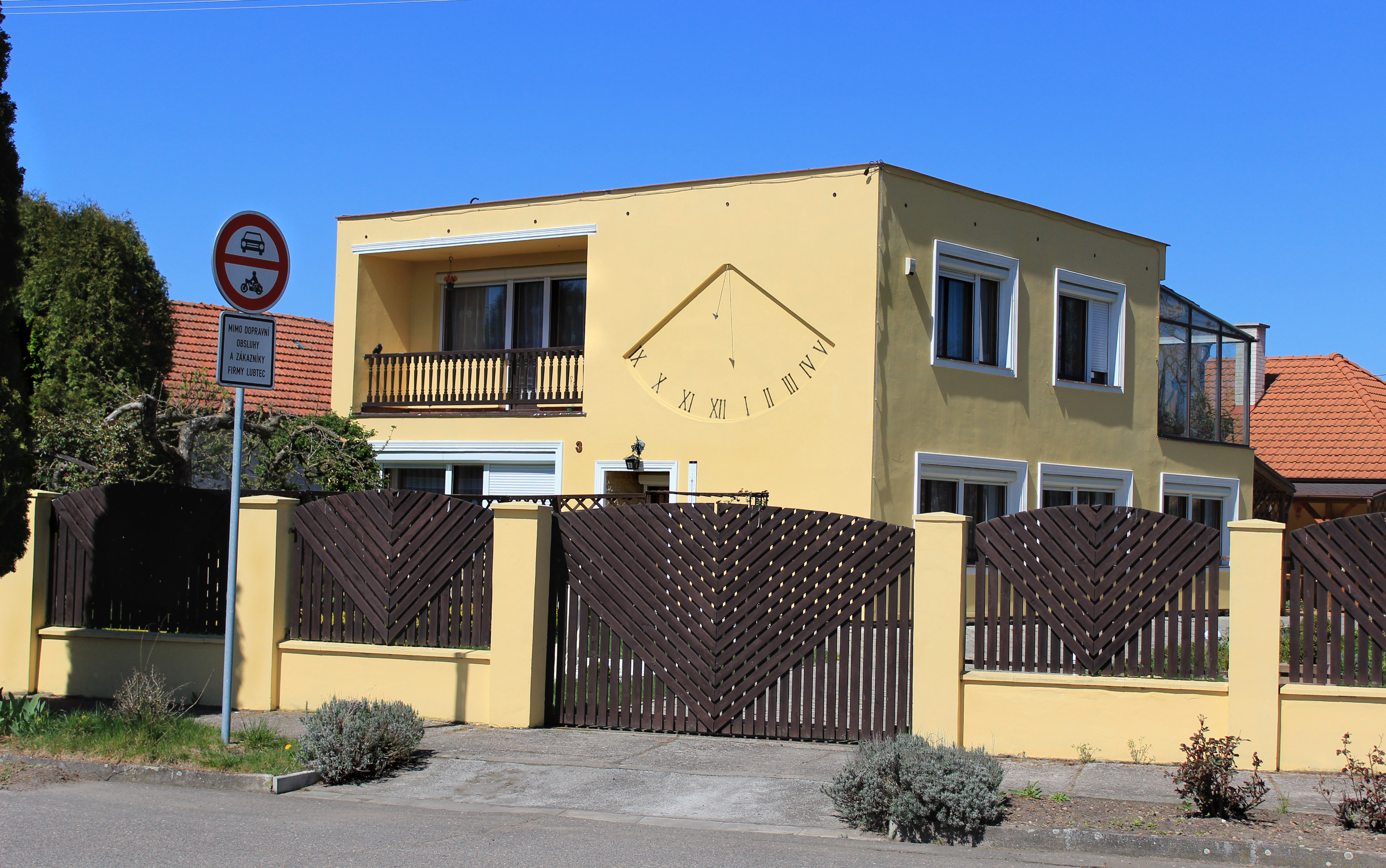
Dům se slunečními hodinami seřízenými na letní čas